# Celebesko more
Celebesko more je more u zapadnom dijelu Tihog oceana, u Indoneziji. Celebesko more ima površinu od otprilike 280,000 km².
Celebesko more je omeđeno na sjeveru Suluskim morem, Suluskim arhipelagom i otokom Mindanao, na istoku otočnim lancem Sangihe, na jugu otokom Sulawesi, a na zapadu otokom Kalimantan. Kroz Makasarski prolaz Celebesko more je prema jugu povezano s Javanskim morem.

## Vanjske poveznice
|  | Zajednički poslužitelj ima još gradiva o temi Celebesko more |